# Zimbabwes præsidenter
Dette er en liste over Zimbabwes præsidenter, samt Rhodesias præsidenter. Zimbabwe hed tidligere Rhodesia samt Zimbabwe-Rhodesia. 

## Rhodesias præsidenter, 1970-1979
| Navn            | Embedsperiode                       |
| --------------- | ----------------------------------- |
| Clifford Dupont | 2. marts 1970 – 31. december 1975   |
| Henry Everard   | 31. december 1975 – 14. januar 1976 |
| John Wrathall   | 14 januar 1976 – 31. august 1978    |
| Henry Everard   | 31. august – 1. november 1978       |
| Jack Pithey     | 1. november 1978 – 5. marts 1979    |
| Henry Everard   | 5. marts – 1. juni 1979             |

## Zimbabwe-Rhodesias præsidenter, 1979-1980
| Navn               | Embedsperiode                      |
| ------------------ | ---------------------------------- |
| Josiah Zion Gumede | 1. juni 1979 – 12. december 1979   |
| (ingen)            | 12. december 1979 – 17. april 1980 |

## Zimbabwes præsidenter, 1980-nutid
| Navn               | Embedsperiode                         |
| ------------------ | ------------------------------------- |
| Canaan Banana      | 18. april 1980 – 31. december 1987    |
| Robert Mugabe      | 31. december 1987 – 21. november 2017 |
| Emmerson Mnangagwa | 24. november 2017 –                   |